# Mórárdží Désaí
Mórárdží Raňčchoddží Désaí (hindsky मोरारजी देसाई, v přepisu do angličtiny Morarji Ranchhodji Desai, 29. února 1896 – 10. dubna 1995) byl indický politik. V letech 1977–1979 byl premiérem Indie, čtvrtým v historii Indické republiky. V letech 1958–1963 a 1967–1969 byl ministrem financí, 1978–1979 ministrem domácích záležitostí. V letech 1977–1979 předsedal státní plánovací komisi. Jako předseda vlády byl představitelem strany Janata (Lidová strana), byl prvním indickým premiérem, který nebyl představitelem Indického národního kongresu (byl ovšem jeho členem v mládí). Po opuštění indické politiky bojoval za usmíření mezi Indií a Pákistánem, za což v roce 1990 získal – jako jediný Ind v historii – též nejvyšší pákistánské vyznamenání Nishan-e-Pakistan (Řád Pákistánu).